# العلاقات الأوكرانية الكورية الشمالية
العلاقات الأوكرانية الكورية الشمالية هي العلاقات الثنائية التي تجمع بين أوكرانيا وكوريا الشمالية.

## مقارنة بين البلدين
هذه مقارنة عامة ومرجعية للدولتين:
| وجه المقارنة                                              | أوكرانيا                                   | كوريا الشمالية                        |
| --------------------------------------------------------- | ------------------------------------------ | ------------------------------------- |
| المساحة (كم2)                                             | 603.63 ألف                                 | 120.54 ألف                            |
| عدد السكان (نسمة)                                         | 45.55 مليون                                | 25.49 مليون                           |
| الكثافة السكانية (ن./كم²)                                 | 75.46                                      | 211.47                                |
| العاصمة                                                   | كييف                                       | بيونغيانغ                             |
| اللغة الرسمية                                             | اللغة الأوكرانية                           | لغة كوريا الشمالية القياسية ‏          |
| العملة                                                    | هريفنا أوكرانية، كاربوفانيتس، روبل سوفييتي | وون كوري شمالي                        |
| الناتج المحلي الإجمالي (بليون دولار)                      | 112.15 مليار                               |                                       |
| الناتج المحلي الإجمالي (تعادل القوة الشرائية) بليون دولار | 352.98 مليار                               |                                       |
| الناتج المحلي الإجمالي الاسمي للفرد دولار أمريكي          | 2.11 ألف                                   |                                       |
| الناتج المحلي الإجمالي للفرد دولار أمريكي                 | 8.66 ألف                                   |                                       |
| مؤشر التنمية البشرية                                      | 0.747                                      |                                       |
| رمز المكالمات الدولي                                      | +380                                       | +850                                  |
| رمز الإنترنت                                              | .ua، .укр ‏                                 | .kp                                   |
| المنطقة الزمنية                                           | ت ع م+02:00، ت ع م+03:00، توقيت شرق أوروبا | ت ع م+08:30، ت ع م+08:30، ت ع م+09:00 |

## منظمات دولية مشتركة
يشترك البلدان في عضوية مجموعة من المنظمات الدولية، منها:
| علم المنظمة | اسم المنظمة                   | تاريخ انضمام أوكرانيا | تاريخ انضمام كوريا الشمالية |
| ----------- | ----------------------------- | --------------------- | --------------------------- |
|             | يونسكو                        | 12 مايو 1954          | 18 أكتوبر 1974              |
|             | الاتحاد البريدي العالمي       | ?                     | ?                           |
|             | الاتحاد الدولي للاتصالات      | 7 مايو 1947           | ?                           |
|             | الأمم المتحدة                 | 24 أكتوبر 1945        | 17 سبتمبر 1991              |
|             | المنظمة الهيدروغرافية الدولية | ?                     | ?                           |

## وصلات خارجية
- موقع وزارة الخارجية الأوكرانية
- موقع وزارة الخارجية الكورية الشمالية